# Slacker Uprising
Slacker Uprising (español: El levantamiento de los perezosos) es una película sobre la gira de Michael Moore por 62 universidades estadounidenses clave durante la campaña electoral de 2004. Esta gira pretendía incentivar a los jóvenes de 18 a 29 años a votar. La película es un proyecto muy personal de Michael Moore y está dirigida, escrita y narrada por él mismo. Se realizó con un presupuesto de 2 millones de dólares. 
Será la primera gran producción cuyo estreno será en internet a través de descargas gratuitas. Las descargas estarán disponibles tan solo para los residentes en los Estados Unidos y Canadá a partir del 23 de septiembre de 2008. Saldrá también en formato DVD en el sitio web de la película.